# Hallstatt
Pour la période préhistorique, voir Culture de Hallstatt.
Ne doit pas être confondu avec la ville de Hallstadt en Allemagne.
Hallstatt est une commune (Marktgemeinde) autrichienne de la région du Salzkammergut dans le Land de Haute-Autriche. Elle est située au bord du Hallstättersee. Avec le massif du Dachstein et le Salzkammergut intérieur, elle fait partie du paysage culturel de Hallstatt-Dachstein / Salzkammergut inscrit sur la liste du patrimoine mondial de l'UNESCO.
Hall, Hal ou Halle, probablement d'origine celtique, est un élément de nombreux toponymes germaniques indiquant l'extraction du sel à partir de la saumure naturelle ou l'exploitation de mines de sel.

## Géographie
La commune se trouve dans le district de Gmunden, dans le sud de la Haute-Autriche, près du tripoint avec les Länder de Salzbourg et de Styrie proche du sommet du Hoher Dachstein (2 995 m). Le centre de la municipalité se situe sur la rive ouest abrupte du Hallstättersee.
Le profil type qui définit la base géologique du Rhétien, le conodonte Misikella posthernsteini se trouve dans le profil type de Steinberkogel au-dessus de Hallstatt.

### Communes limitrophes
|       | Bad Goisern am Hallstättersee |           |
| Gosau | Hallstatt                     | Obertraun |
|       | Ramsau am Dachstein Stmk.     |           |

## Histoire
Les mines de sel de la montagne voisine furent exploitées dès le Néolithique. Si cette activité débuta à l'échelon local vers 3000 av. J.-C., elle prit durant le premier millénaire une dimension « européenne », puisque l'on a établi la preuve que le sel (en allemand : Salz) était alors transporté par de véritables voies commerciales vers la mer Baltique et la mer Méditerranée. 
Hallstatt est connu pour abriter le site de l'âge du fer, issu de la civilisation à laquelle on a donné son nom, la culture de Hallstatt. Fouillé par l'ingénieur des mines Johann Georg Ramsauer à partir de 1846, il a livré près de mille tombes, datant du VIIe siècle av. J.-C. La culture se termine avec l'invasion des Romains en 15 av. J.-C.. Les territoires des Celtes deviennent partie intégrante de la province de Norique ; un site romain a existé à Hallstatt vers l'an 100 ; il a été détruit lors des incursions des Marcomans et des Quades quelques décennies plus tard.

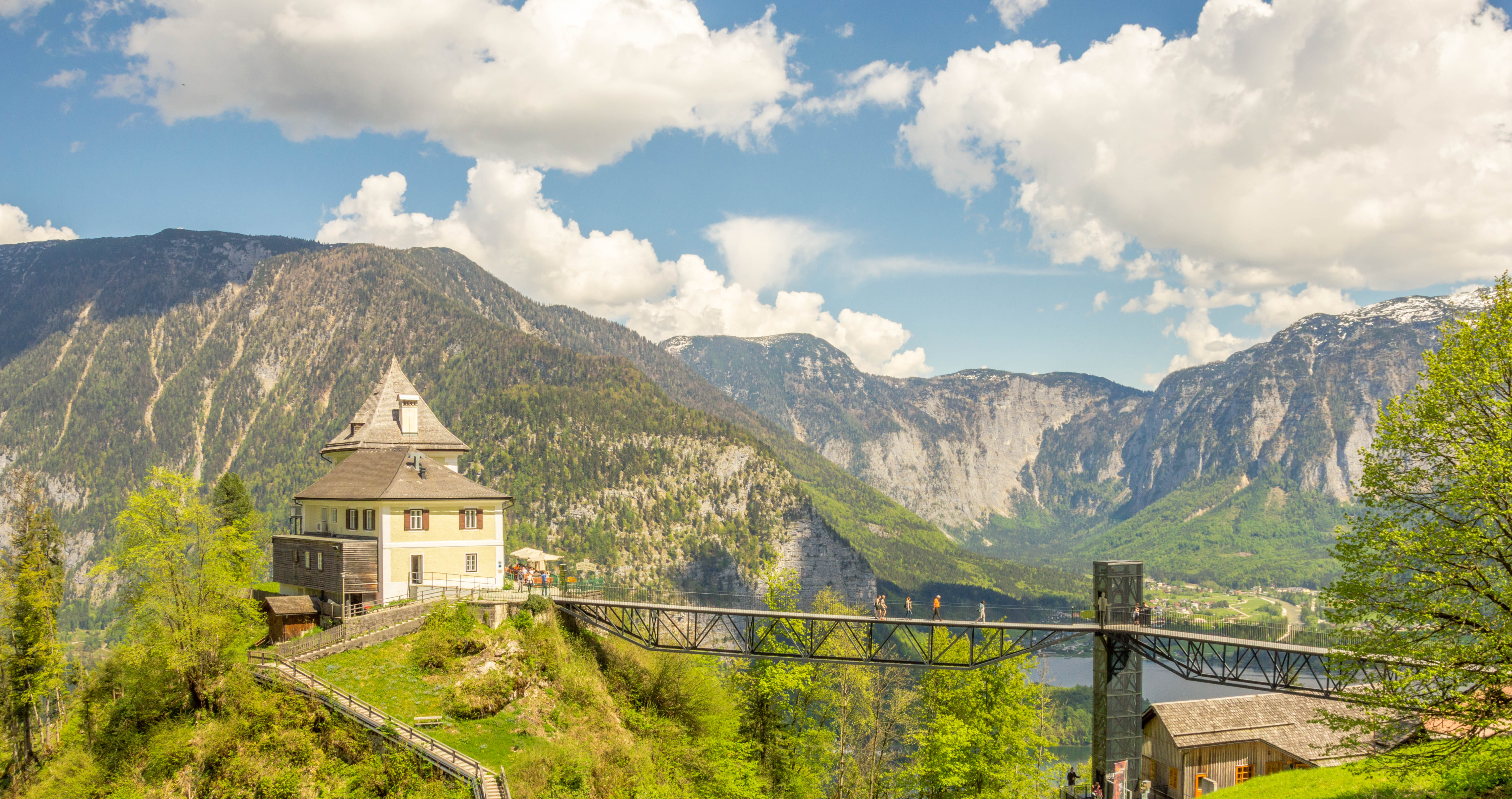
La tour de Rodolphe au-dessus de Hallstatt.

Il n'y a pas de traces écrites montrant une habitation continue de l'antiquité au haut Moyen Âge. Le Salzkammergut intérieur, initialement situé dans l'est du duché de Bavière, faisait longtemps partie du margraviat d'Autriche sous la suprématie de la maison de Babenberg et du domaine direct (Kammergut) des ducs d'Autriche issus de la maison de Habsbourg. Vers 1284, le duc Albert Ier, fils du roi Rodolphe Ier de Habsbourg, fit construire une tour fortifiée au-dessus du lac pour protéger la région des assauts des princes-archevêques de Salzbourg. En 1311, le lieu de Hallstatt obtint le droit de tenir marché des mains d'Élisabeth de Goritz, veuve d'Albert Ier. 

Dès 1997, le village est inscrit au patrimoine mondial de l'Unesco pour ses maisons couleur pastel et son paysage culturel de Hallstatt-Dachstein / Salzkammergut.
En juin 2012, Minmetals Land, filiale immobilière de la compagnie minière chinoise China Minmetals Corporation, a construit une réplique à l'échelle de toute la ville à Huizhou (des appartements situés dans les maisons du village étaient proposés à la vente) dans la province du Guangdong qui est sous un climat subtropical. Bien que la cérémonie d'inauguration le 2 juin se soit déroulée en présence du maire Alexander Scheutz et d'une délégation venue de Hallstatt, des habitants de ce village autrichien se sont indignés d'avoir été mis devant le fait accompli sans concertation préalable. Les touristes originaires d'Asie y sont très nombreux depuis cette date, le nombre total de touristes atteignant 1 million pour l'année 2018.
Le village a mis en 2023 des barrières pour empêcher les touristes de prendre des selfies, tout en limitant le nombre de véhicules entrant sur son territoire.

## Personnalités
- Matthias Bernegger (1582-1640), mathématicien, astronome, philologue et historien ;
- Johann Georg Ramsauer (1795-1874), ingénieur des mines, archéologue et découvreur de la civilisation de Hallstatt.

## Jumelage
La commune est jumelée avec la ville de Hallstadt en Allemagne.

## Galerie

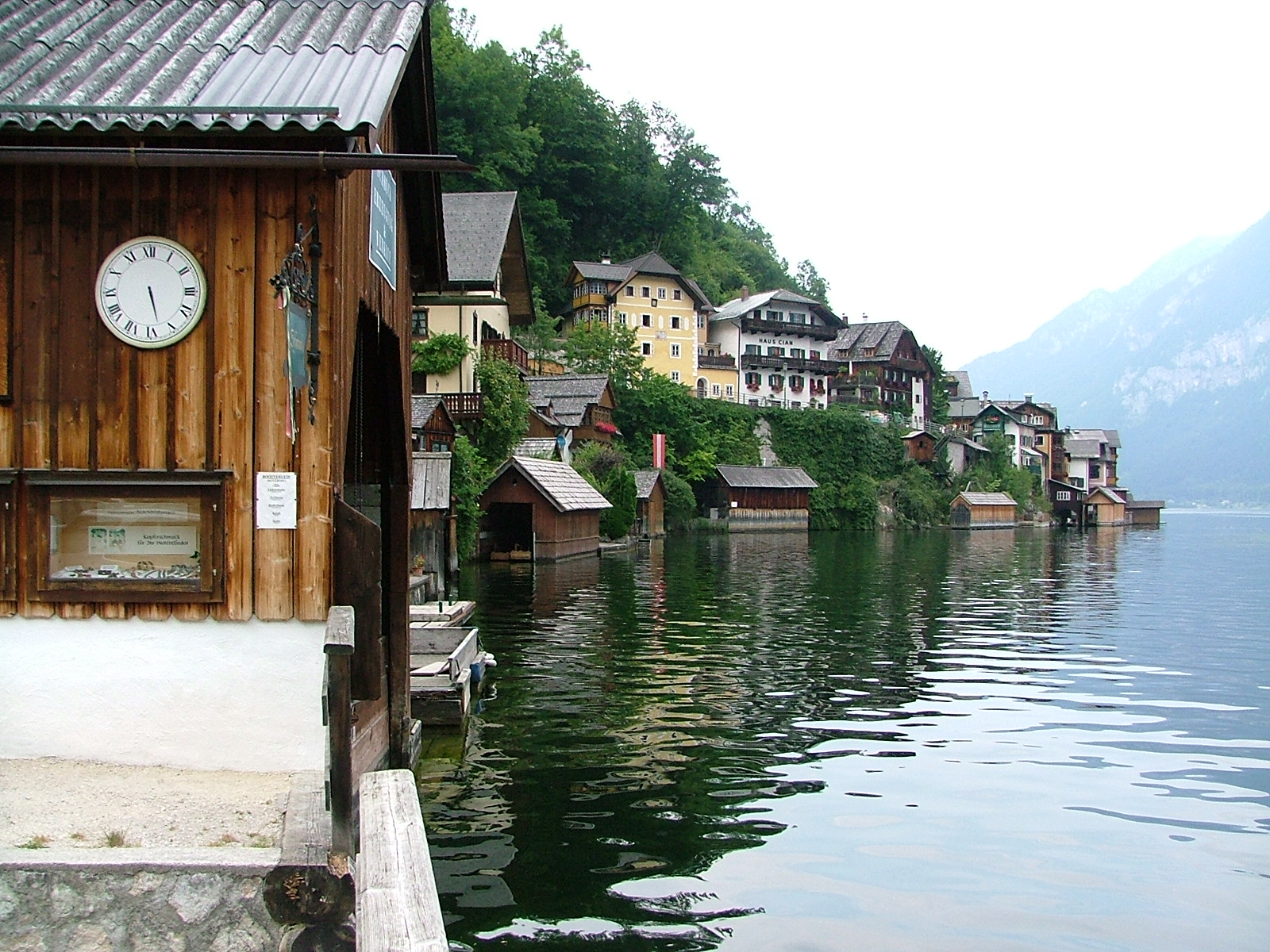
Le village de Hallstatt au bord du Hallstättersee.
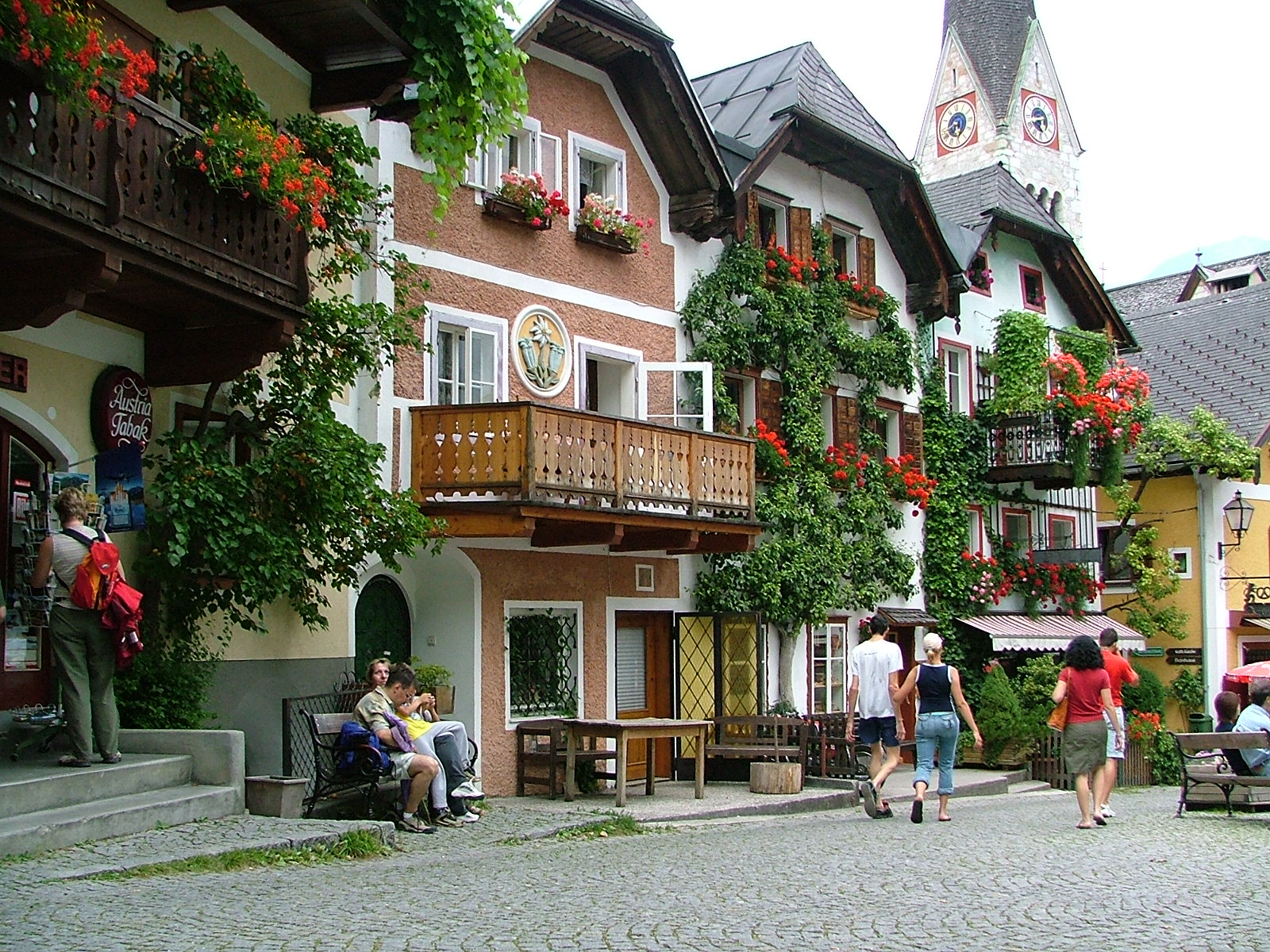
Maisons traditionnelles au centre du vieux village de Hallstatt.

Religieux
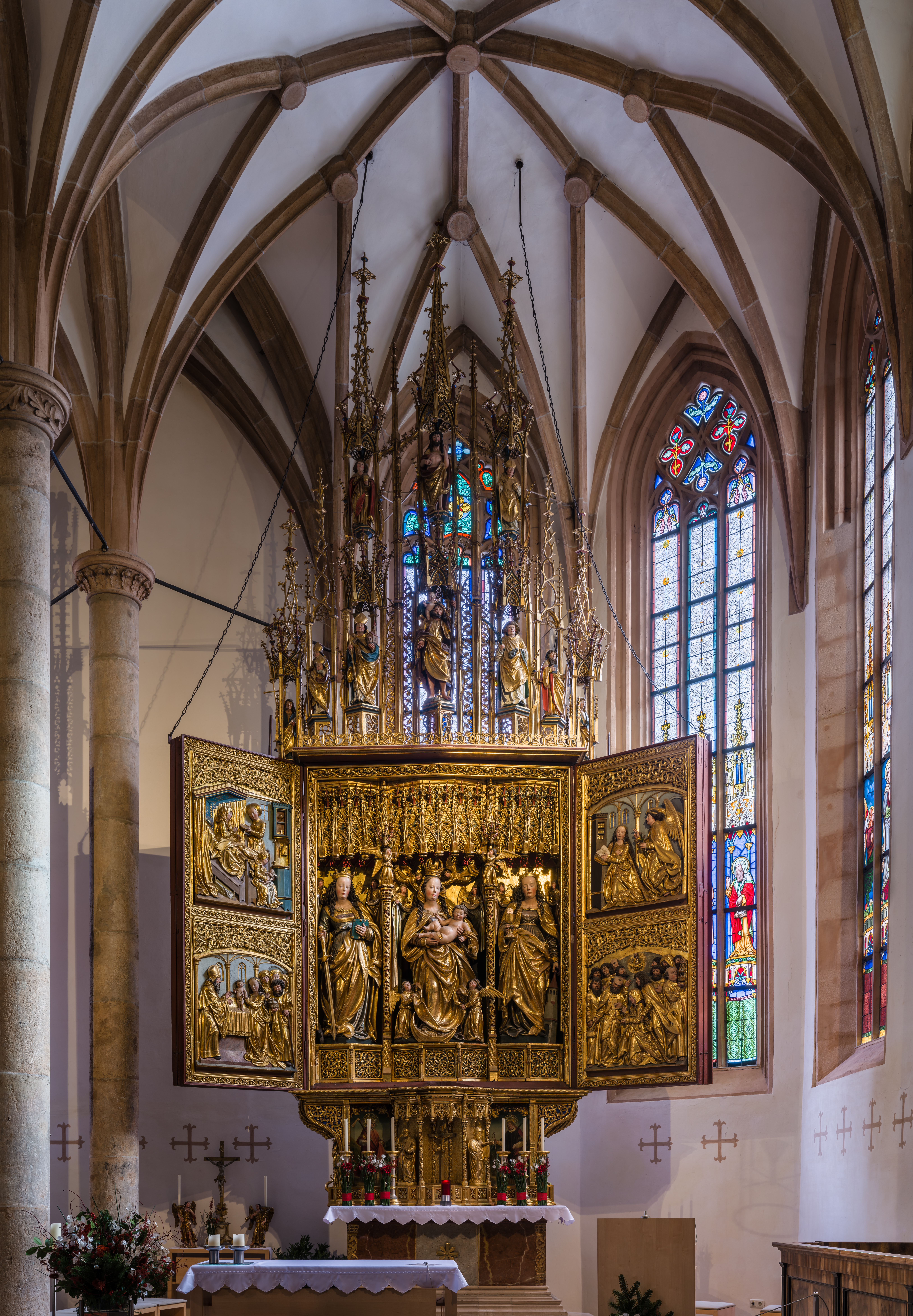
L'autel de Notre Dame de la paroisse de Hallstatt, une œuvre réalisée dans les années 1510–1520 par Lienhart Astl.
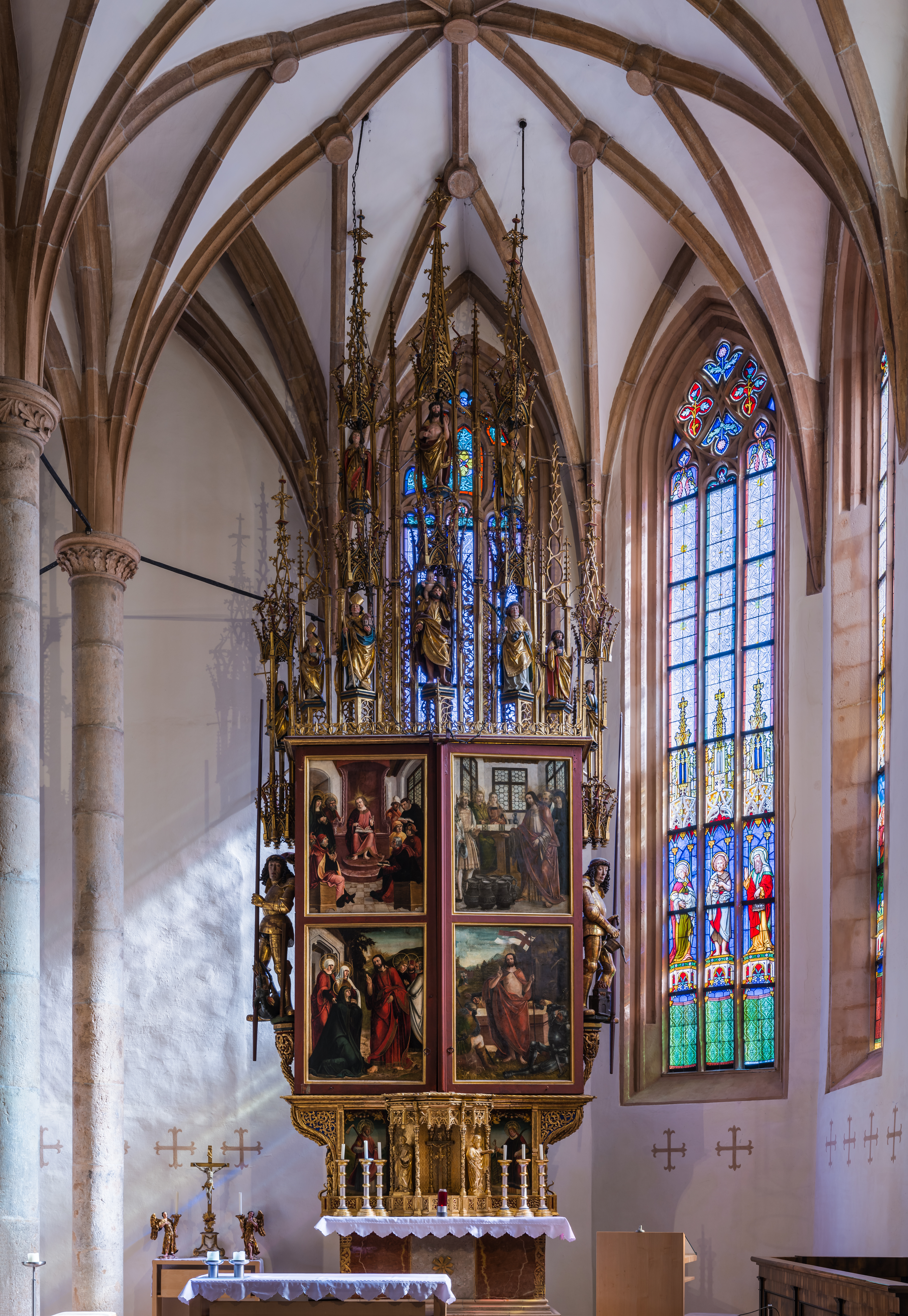
L'autel, avec ses panneaux fermés.
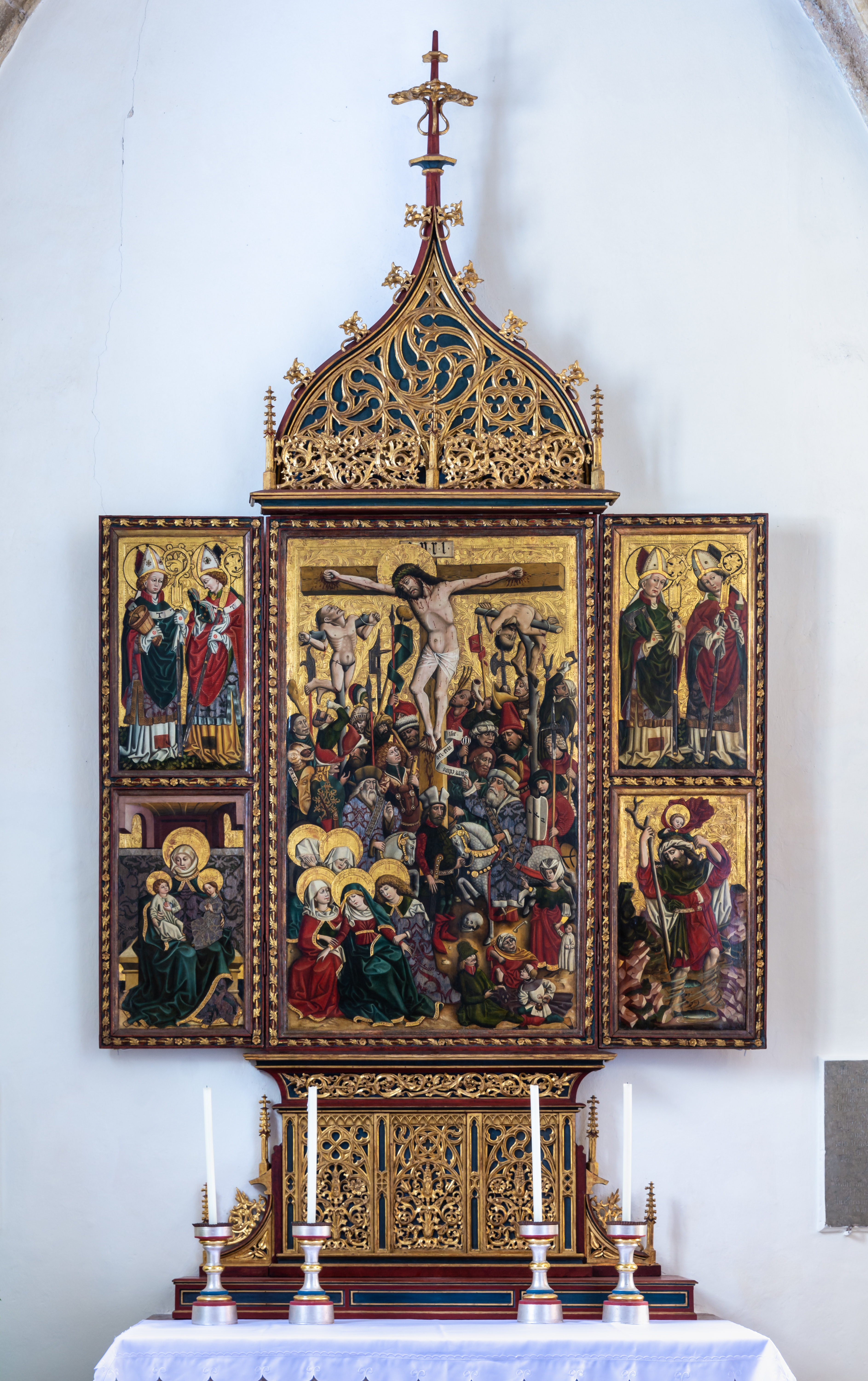
Représentation du Christ en croix dans cette église. Anonyme, autour de 1450.
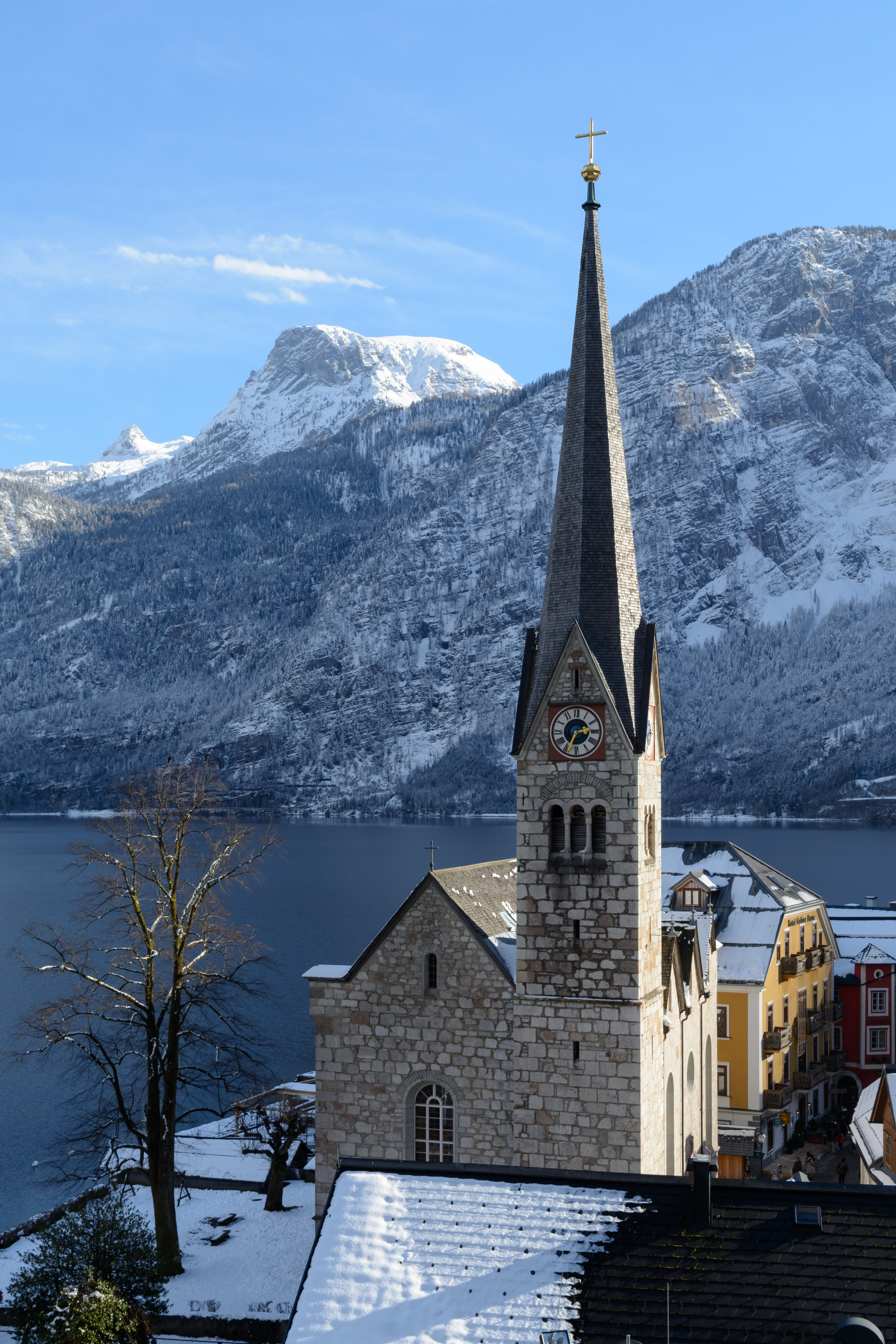
Église de la paroisse luthérienne de Hallstatt. Photo février 2018.
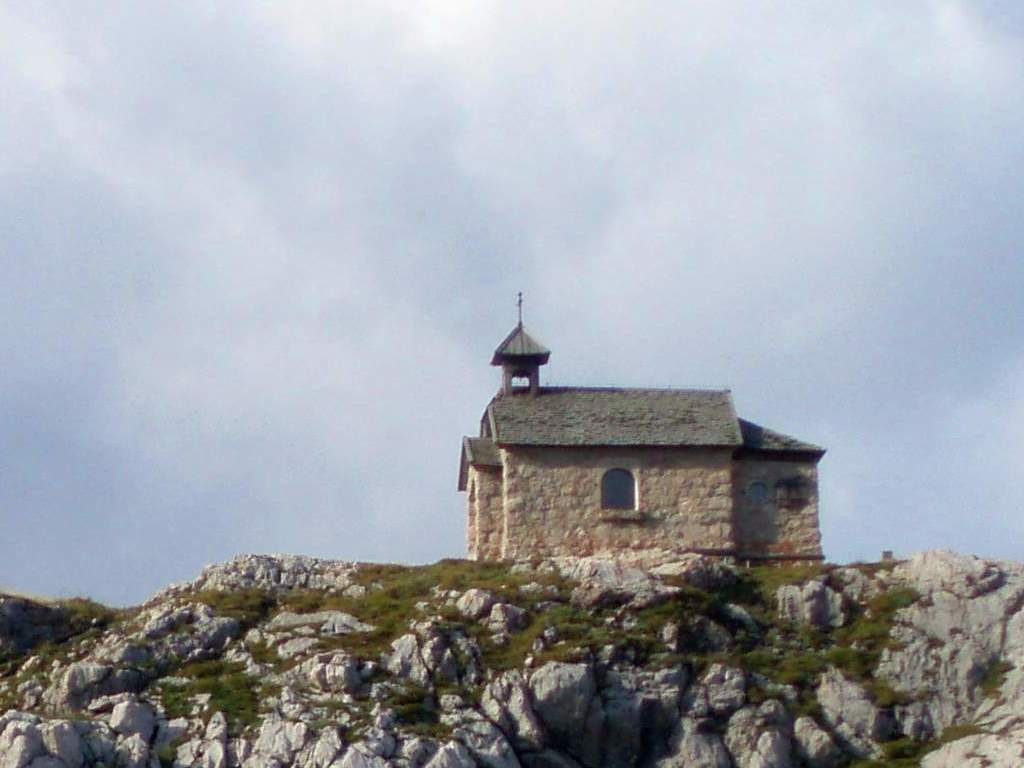
La Chapelle du Dachstein.